# Blue Mound (Texas)
Blue Mound es una ciudad ubicada en el condado de Tarrant en el estado estadounidense de Texas. En el Censo de 2010 tenía una población de 2.394 habitantes y una densidad poblacional de 1.780,98 personas por km².

## Geografía
Blue Mound se encuentra ubicada en las coordenadas 32°51′16″N 97°20′18″O / 32.85444, -97.33833. Según la Oficina del Censo de los Estados Unidos, Blue Mound tiene una superficie total de 1.34 km², de la cual 1.34 km² corresponden a tierra firme y (0%) 0 km² es agua.

## Demografía
Según el censo de 2010, había 2.394 personas residiendo en Blue Mound. La densidad de población era de 1.780,98 hab./km². De los 2.394 habitantes, Blue Mound estaba compuesto por el 73.81% blancos, el 1.88% eran afroamericanos, el 0.46% eran amerindios, el 1.34% eran asiáticos, el 0.04% eran isleños del Pacífico, el 18.88% eran de otras razas y el 3.59% pertenecían a dos o más razas. Del total de la población el 50.21% eran hispanos o latinos de cualquier raza.